# Shōji Yasui
Shōji Yasui (安井昌二, Yasui Shōji) est un acteur japonais né le 16 août 1928 et mort le 3 mars 2014. Son vrai nom est Masao Yomo (四方正雄, Yomo Masao).

## Biographie
Après des débuts au théâtre dans une troupe dirigée par Kazuo Hasegawa, il fait sa première apparition à l'écran dans le film La lune s'est levée (1955) dirigé par Kinuyo Tanaka. En 1956, il joue le rôle du caporal Mizushima dans La Harpe de Birmanie (1956) de Kon Ichikawa, ce film lance sa carrière.
Shōji Yasui meurt d'une insuffisance cardiaque à l'âge de 85 ans le 3 mars 2014 à son domicile dans la préfecture de Chiba. Il a tourné dans plus de 60 films entre 1955 et 2001.

## Filmographie sélective
- 1955 : La lune s'est levée (月は昇りぬ, Tsuki wa noborinu?) de Kinuyo Tanaka
- 1955 : Le Pauvre Cœur des hommes (こころ, Kokoro?) de Kon Ichikawa : Hioki
- 1956 : La Harpe de Birmanie (ビルマの竪琴, Biruma no tategoto?)  de Kon Ichikawa : caporal Yasuhiko Mizushima
- 1958 : Couteau rouillé (錆びたナイフ, Sabita naifu?) de Toshio Masuda : le procureur Karita
- 1993 : Yume no onna (夢の女?) de Bandō Tamasaburō V